# Tula de Allende (municipi)
Tula d'Allende és un dels 84 municipis de l'estat d'Hidalgo que té com a capçalera municipal Tula de Allende. Oscil·la en un rang d'altitud d'entre 2.100 i 2.600 metres sobre el nivell del mar. La seva extensió total és de 105,50 km² i té una població estimada de 129.741 hab.
Limita amb Chapantongo, Tepejí del Río, Atotonilco de Tula, Tlaxcoapan i Tlahuelilpan.
Ubicat a l'eix Neovolcánico, del Vall del Mezquital. Té un riu, el de los Hules que passa pel municipi de nord a sud, desembocant al sud amb el riu Tula.
El clima és temperat-fred, amb pluges els mesos de juny, juliol, agost i setembre, amb una mitjana de 392 mm anual. Maig, juny, juliol i agost són els més calorosos, febrer, març i abril solen tenir més vents de sud-oest i la temperatura mitjana anual és de 16 °C.
| Localitat               | Habitants |
| ----------------------- | --------- |
| Total municipi          | 93.296    |
| Tula de Allende         | 26.881    |
| San Marcos              | 7.715     |
| San Miguel Vindhó       | 6.708     |
| El Llano                | 5.946     |
| Bomintzha de las Flores | 2.664     |
| Santa Ana Ahuehuepan    | 2.541     |
| Santa María Ilucan      | 2.465     |
| Santa María Macua       | 1.670     |
| Xochitlán de las Flores | 1.576     |
| Ignacio Zaragoza        | 1.469     |
| Michimaloya             | 1.344     |
| Xitejé de Zapata        | 1.019     |